# Міжнародний конкурс карикатур про Голокост

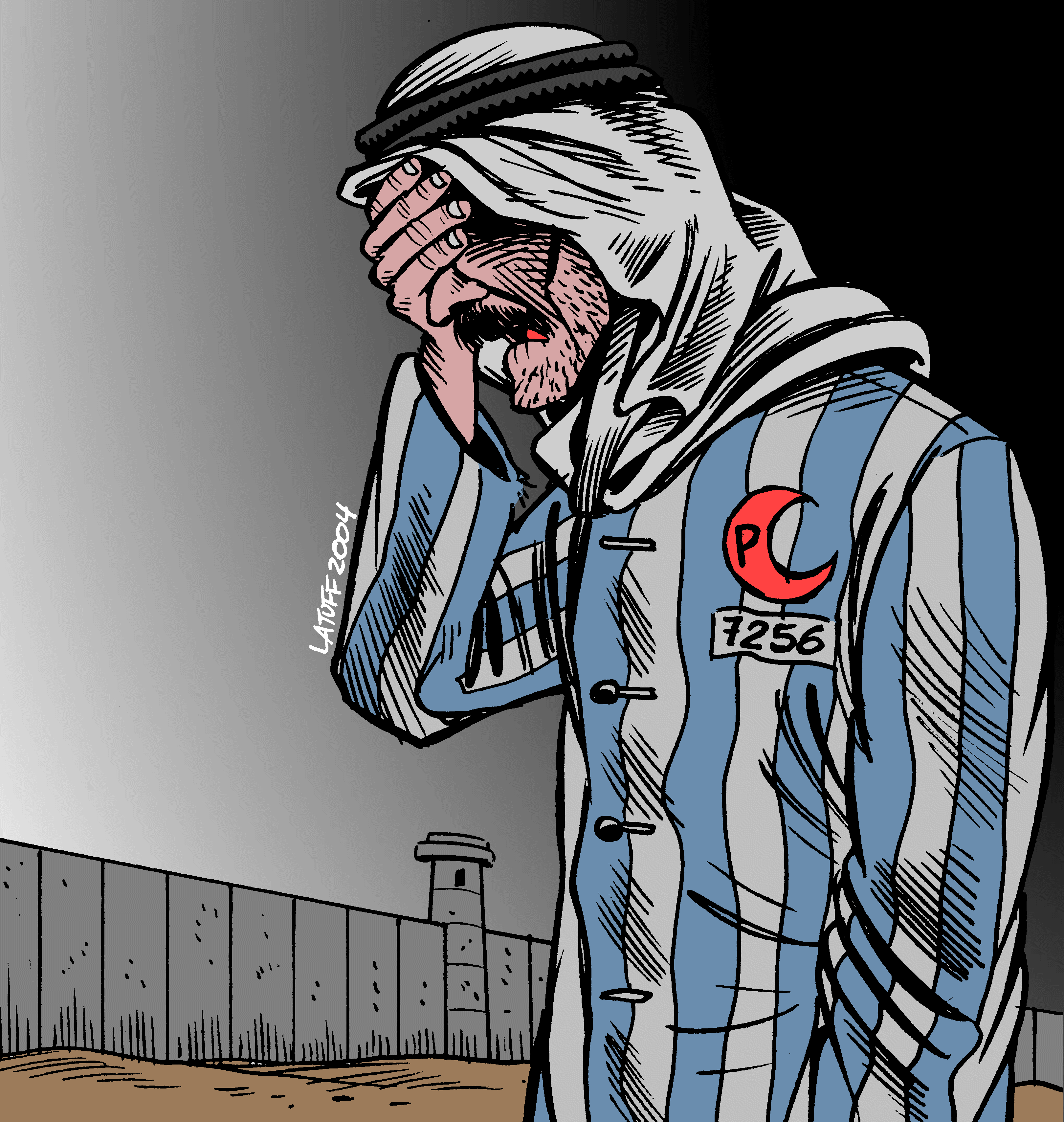
Другий приз конкурсу отримав бразильський художник Карлос Латуфф

Міжнародний конкурс карикатур про Голокост був оголошений іранською газетою Hamshahri (англ.) у лютому 2006 року як відповідь на публікацію датською газетою Jyllands-Posten (англ.) карикатур на пророка Мухаммеда у вересні 2005 року.

## Історія
Дванадцять карикатур, що зображають ісламського пророка Мухаммеда, були опубліковані в датській газеті Jyllands-Posten 30 вересня 2005 року як ілюстрація до статті про самоцензуру і свободу слова. Це викликало великий конфлікт, який охопив практично всі країни Європи і мусульманського Сходу. У мусульманських країнах стався ряд нападів на данські представництва, а багато західних газет передрукували карикатури, оскільки визнали протести мусульман спробою обмежити свободу слова.
Одним з варіантів протесту стали публікації мусульманськими ЗМІ антисемітських карикатур або карикатур Голокосту із запереченням. Зокрема, Європейська арабська ліга 5 лютого 2006 року опублікувала на своєму сайті ряд карикатур. В одній з них Анна Франк лежить в ліжку з Гітлером. У поясненні до публікації написано, що це зроблено відповідно до принципу свободи слова.

## Проведення конкурсу
7 лютого 2006 артдиректор Hamshahri Фарід Мортазаві (англ. Farid Mortazavi) оголосив про проведення газетою міжнародного конкурсу карикатур на тему Голокосту. Він сказав, що план полягає в тому, щоб відплатити тією самою монетою на заяви про те, що газети можуть друкувати огидні матеріали в ім’я свободи слова: “Західні газети надрукували богохульні карикатури під приводом свободи слова, подивимось, чи зможуть вони щось сказати і чи надрукують карикатури про голокост”.
За умовами конкурсу 12 авторам, які надіслали найкращі карикатури, були обіцяні грошові призи, надані, за словами газети, приватними особами. Кількість призів збігалася з кількістю карикатур, надрукованих у Jyllands-Posten. Головний приз склав суму 12 тисяч доларів США. Кожному з 12 переможців було обіцяно також по дві золоті монети загальною вартістю 150 доларів.
Як обґрунтування проведення конкурсу газета написала:
|  | Мусульман серйозно цікавить, чи поширюється західна свобода слова на злочини США та Ізраїлю або на такі події, як Голокост, або ця свобода годиться тільки на те, щоб ображати святі цінності божественних релігій. |

На конкурс надійшло понад 1 100 карикатур з 60 країн.
З 14 серпня по 13 вересня в Тегерані проходила виставка, на якій були представлені 204 карикатури з надісланих конкурсантами.
Головний приз та премію в розмірі 12 тисяч доларів отримав марокканець Абдулла Деркауі. На його карикатурі був зображений підйомний кран зі зіркою Давида, що монтує бетонну стіну, на якій намальована фотографія Освенціму . Стіна, що закриває мечеть, символізує Ізраїльський розділовий бар'єр.
На церемонії підбивання підсумків конкурсу міністр культури Ірану Мохаммед Хоссейн Саффар-Харанді (англ. Mohammad Hossein Saffar-Harandi) назвав Голокост міфом і відзначив роль президента Ірану Махмуда Ахмадінеджада, який підтримав ідею проведення конкурсу. На думку міністра, конкурс зруйнував табу на заперечення Голокосту.